# Apamea zeta
Apamea zeta là một loài bướm đêm thuộc họ Noctuidae. Nó được tìm thấy ở Iceland tới Đảo Anh và Fennoscandia, phía nam đến bán đảo Iberia qua miền trung châu Âu tới Balkan và Hy Lạp. ở Bắc Mỹ, nó được tìm thấy ở Newfoundland và Labrador, British Columbia, Alberta, Nunavut, Northwest Territories, Yukon và Manitoba ở Canada ở Dãy núi Rocky phía nam đến Colorado.
Sải cánh dài 43–50 mm. Con trưởng thành bay từ tháng 7 đến tháng 8 in Britain.
Ấu trùng ăn nhiều loại cỏ.

## Phụ loài
- Apamea zeta zeta (most of Europe)
- Apamea zeta assimilis
- Apamea zeta marmorata
- Apamea zeta cyanochlora (Bulgaria)
- Apamea zeta hellernica (Hy Lạp)
- Apamea zeta sanderkovacsi (Romania)
- Apamea zeta downesi Mikkola, 2009 (Bắc Mỹ)
- Apamea zeta murrayi (Gibson, 1920) (Bắc Mỹ)
- Apamea zeta pelagica Mikkola, 2009 (Bắc Mỹ)
- Apamea zeta nichollae Hampson, 1908 (Bắc Mỹ)

Loài cũ Apamea zeta alticola nay được xem là một loài có hiệu lực Apamea alticola (Smith, 1891).

## Hình ảnh

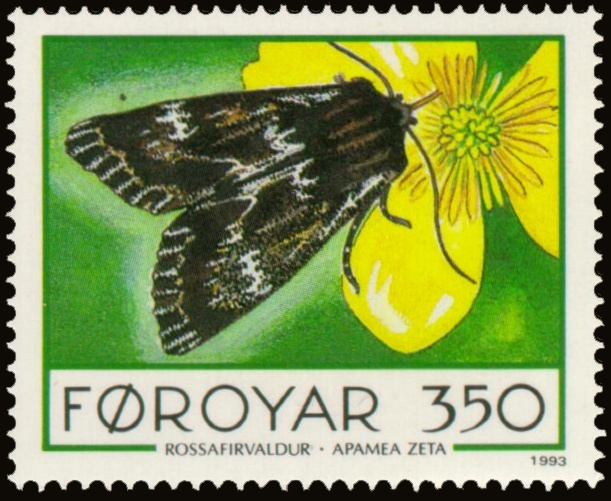
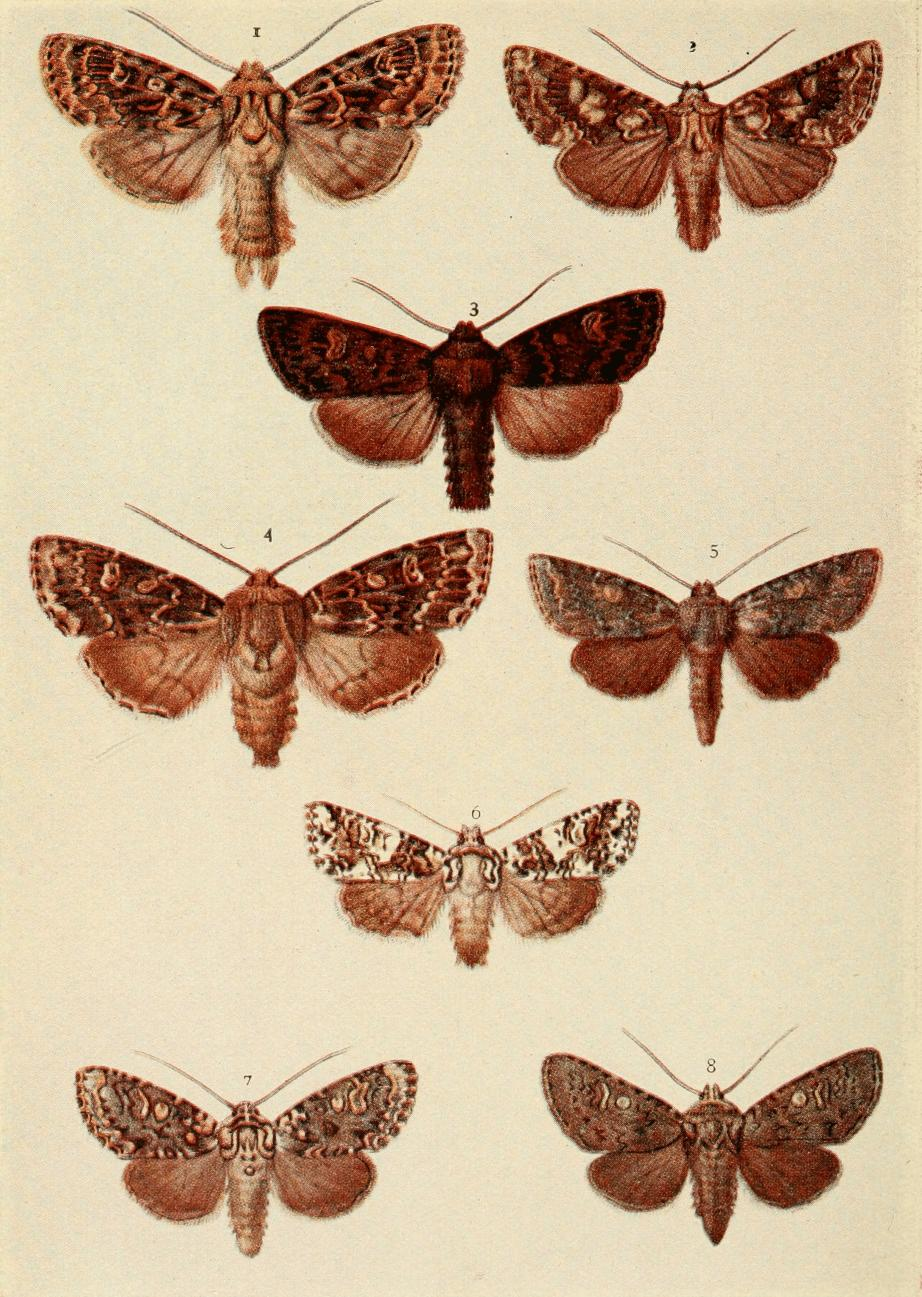